# Programari de gestió de referències
Un programari de gestió de referències, o programari de gestió bibliogràfica és un programari per als estudiosos i autors que utilitzen i registren referències bibliogràfiques facilitant la seua redacció i la seua conversió entre distints estils. Una vegada que la citació s'ha registrat, pot ser utilitzada una vegada i una altra en la generació de bibliografies, com les llistes de referències de llibres acadèmics, articles i assaigs. El desenvolupament de paquets de gestió de referència ha estat impulsat per la ràpida expansió de la literatura científica.
Aquests programes informàtics consisteixen en una base de dades de referències bibliogràfiques completes que a més de permetre introduir les referències, disposa d'un sistema per a la generació de llistes selectives dels articles en els diferents formats requerits per les editorials i revistes acadèmiques. Els paquets moderns de gestió de referències generalment es poden integrar amb els processadors de text de manera que es genera automàticament la llista de referències en el format adequat per l'article que està escrit, reduint el risc que una font citada no s'inclogui en la llista de referències. També tenen una sistema per a la importació dels detalls de les publicacions des de bases de dades bibliogràfiques.
Exemples d'aquests tipus de programari són Citavi, EndNote, Mendeley i Zotero.
També podem parlar de l'integració d'eines per a la gestió de referències bibliogràfiques. En moltes ocasions, els usuaris manipulen una gran quantitat de referències bibliogràfiques recuperades en les seves cerques en bases de dades. Aquestes referències poden ser moltes i per tant, moltes vegades, l'usuari necessita crear la seva pròpia base de dades on poder emmagatzemar-les. Per dur a terme l'emmagatzematge, existeixen els programes de gestors de referències bibliogràfiques, com per exemple Referente Manager, Endnote, Procite i RefWorks.
D'aquests programes en trobem molts, però cadascun té unes característiques que el fan adequat per a unes tasques o unes altres. Podem trobar gratuïts com per exemple Connotea o Cite-U-Like; altres són de pagament, com Procite, i altres amb versions de pagament i versions limitades gratuïtes, com EndNote i EndNoteWeb, i molts més.
Un dels principals programes de gestió bibliogràfica és Papyrus, disponible en versió DOS i per ordinadors Macintosh en versió de prova. Un altre és, Reference Manager disponible en versions DOS, Windows 3.x, Windows 95 y Macintosh. La versió més actual és la 8.5 per Windows 95.
EndNote en versions per sistema operatiu Windows 95 i ordinadors Macintosh.
El programa Procite va ser el pioner en l'àmbit de la gestió de bibliografies personals i s'ha actualitzat convenientment.2019

## Característiques generals
Són bases de dades que es caracteritzen per:
- L'entrada de dades mitjançant registres estructurats de manera de preestablerta segons el tipus de document a referenciar.[3]
- La Indexació automàtica a partir de les dades introduïdes als registre. Aquesta funcionalitat es troba en molts dels programes aquests.
- La cerca i recuperació de la informació continguda.
- La importació dels registres des de les bases de dades bibliogràfiques.[4]